# Stefan Soder
Stefan Soder (* 1975 in Kirchberg in Tirol) ist ein österreichischer Schriftsteller.

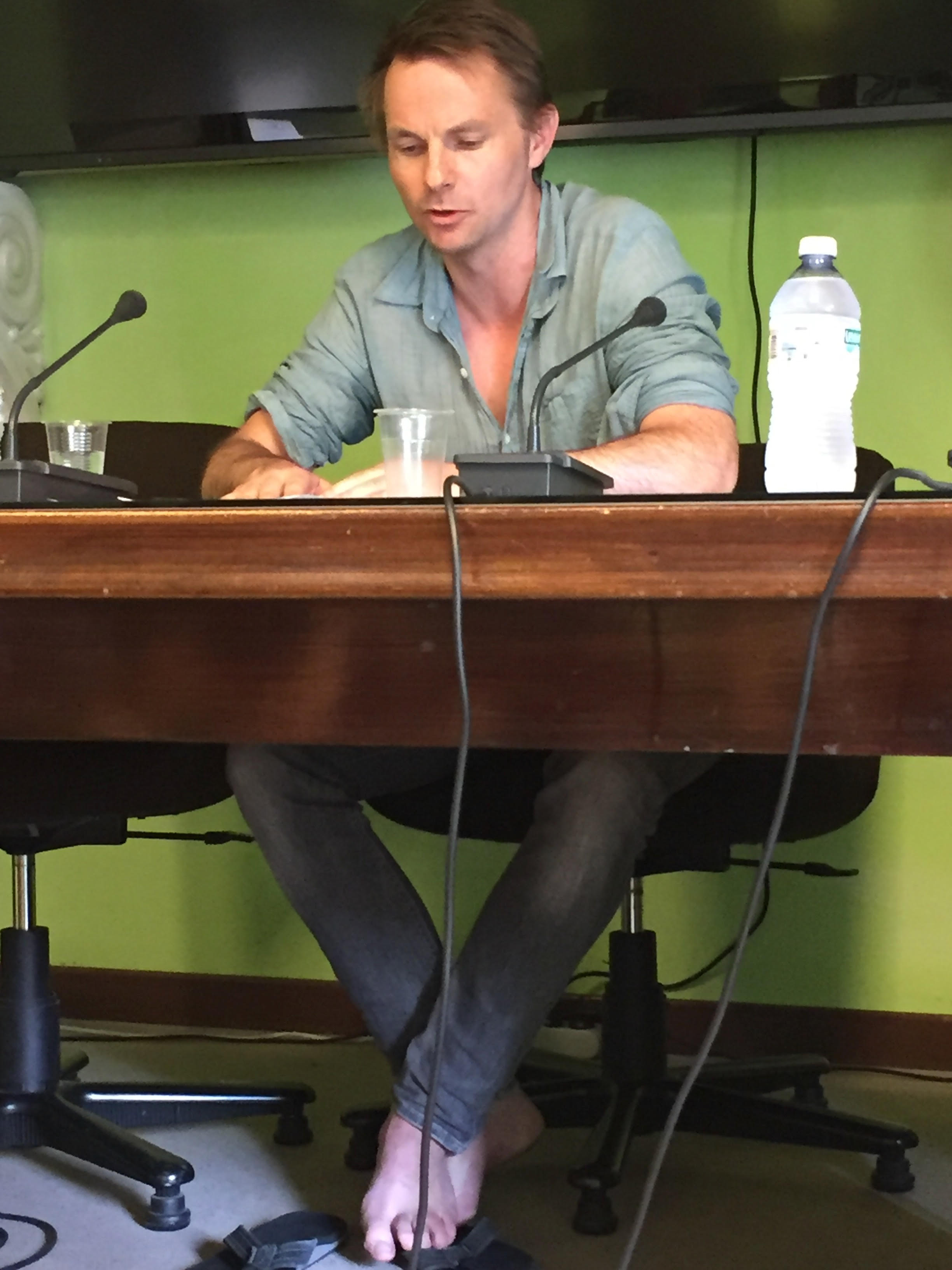
Stefan Soder (2019)

## Leben
Stefan Soder wuchs in Brixen im Thale auf. Er studierte an der Leopold-Franzens-Universität Innsbruck, wo er im Jahr 2000 das Wirtschaftsstudium abschloss. In seiner Diplomarbeit beschäftigte er sich mit der Zukunft der Tageszeitung angesichts neuer Medien. Nach dem Studium arbeitete er über zehn Jahre in verschiedenen Ländern für diverse Industriefirmen.
2015 veröffentlichte er seinen Debütroman Club bei Braumüller. Darin werden zwei unterschiedliche Charaktere auf ihrem Weg in einen fiktiven Sterbeclub begleitet, in dem für wohlhabende Kunden das Ableben als Event zelebriert wird. 2017 erschien sein zweiter Roman Simonhof. In diesem wird die über vier Generationen reichende Geschichte eines Bergbauernhofes in den Alpen erzählt. In dem Roman Die Tour (2019) wird eine Freundschaft im Rahmen einer Skitour auf die Probe gestellt. Der Roman Café Selig (2022) folgt den Karrieren von vier Freunden in höchste Kreise von Medien und Politik.
Stefan Soder ist Vater einer Tochter. Er lebt als freier Schriftsteller in Wien.

## Romane und Erzählungen (Auswahl)
- Auf meines betrunkenen Großvaters Schultern, Erzählung, Literatur und Kritik #489, 2014
- Club, Roman, Braumüller, 2015[5]
- Simonhof, Roman, Braumüller, 2017[6]
- Wende im Spiel, Erzählung, Gegen den Ball – Wenn Autoren kicken, Sisyphus, 2017[7]
- Die Tour, Roman. Braumüller, Wien 2019
- Café Selig, Roman, Braumüller, Wien 2022

## Presse, Rezeption, Auszeichnungen
Judith Leister vom Literaturhaus Wien schreibt über Café Selig: Den Ruhm, das Geld, den Erfolg, nach dem andere viel gieriger gegriffen haben als er und auch nicht glücklicher wurden, lässt er links liegen. Vielleicht steckt in Max’ sanftem Widerstreben gegenüber jeder Marktförmigkeit auch der Gedanke, dass Literatur nicht vereinnahmt und nicht in Geldwert berechnet werden darf. Oder so ähnlich. Wahrscheinlich schwebt das Café Selig, dieser Wartesaal des Lebens, noch immer irgendwo im Himmel der Literatur, mitsamt dem guten Gulasch, das man dort rund um die Uhr bestellen kann.
Wochenmagazin Profil meinte, Soder schreibe schnörkellos, aber nicht künstlich verknappt. Er erzähle einfach eine Geschichte – und die sei interessant genug.
Anthon Thuswaldner schrieb in den Salzburger Nachrichten, so wie Stefan Soder die Zeitgeschichte ins Bild rücke, sei sie die große Menschenformerin. Keiner könne nicht nur aus seiner Haut, niemandem gelänge es obendrein, sich dem Zugriff seiner unmittelbaren Gegenwart zu entziehen. Es sei gut möglich, dass Soder auch so ein Trotzkopf sei wie die Figuren seines Romans. Der falle nämlich vollkommen aus dem, was gerade angesagt sei.
Timo Brandt bezeichnete in Literatur und Kritik Simonhof als eine gelungene Erzählung von der Haltlosigkeit, die sich nicht aus dem Dasein verbannen lasse und der Entfernung, die sich zwischen allen Generationen, und oft schon zwischen zwei Menschen, die sich an einem Punkt nicht mehr verstünden, auftue. Soders Buch hinterlasse einen starken Eindruck. Man fühle sich danach, als hätte man den Ort, den Simonhof und die Umgebung, das Dorf, besucht und sei mit einem Mal von dem Geist aller Geschichten angeweht worden, die sich je dort zugetragen hätten.
Die Tiroler Tageszeitung meinte, Soder mache in seiner Erzählung klar, dass es Wurzeln gebe, die Menschen an einem Ort verankern. Er mache damit den Begriff „Heimat“ fernab von Deutschtümelei zu einem Gefühl, das schlicht ausdrücke: „Ich bin angekommen.“
Als 'Orgie mit Heidegger' titelte Stefan Schmitzer für das Literaturhaus Wien am 10. Dezember 2015 über den Roman Club. Er kritisierte als ärgerlich, dass Soder zu Unrecht Rücksicht auf eine zu kurz angenommene Aufmerksamkeitsspanne des Publikums nehme. Ob Soders Roman als Meditation über die Ethik des Existenzialismus funktioniere, sei als Frage an die Leser weiterzureichen. Als Spannungsroman mit untypisch nicht-trivialem Thema funktioniere das Buch leidlich – und das sei doch auch schon mal was.
Stefan Soder wurde mit dem Schreibstipendium der Moravischen Bibliothek in Brünn ausgezeichnet (2022). 2024 erhielt er das Stipendium für einen Schreibaufenthalt in Paliano durch die ÖGL. 2025 gewann er den Carly Mayer Förderpreis der Stadt Graz für das Treatment zum Neo-Western Schorsch.